# 彭廣
彭廣（1409年—？），字深慱，江西安福縣人，順天府宛平縣富戶籍。明朝政治人物。進士出身。

## 生平
順天府鄉試第九十九名。正統十三年（1448年）戊辰科會試第一百二名，殿試登進士第三甲第三十三名。正統十四年（1449年），擢刑部主事。

## 家族
曾祖父彭仁端。祖父彭名卿。父亲彭學旭。